# مركزية الشمس

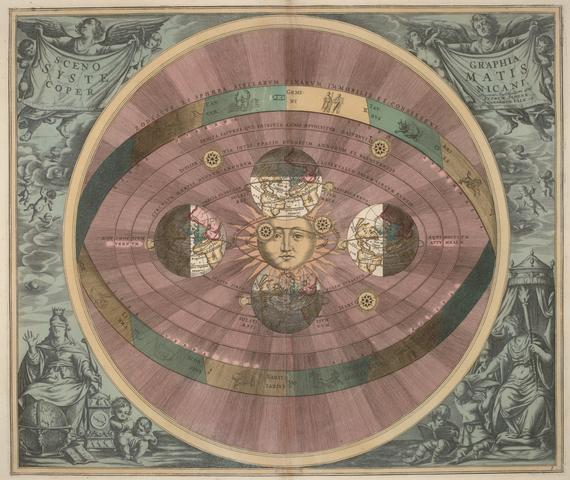
كون ذو شمس مركزية

مركزية الشمس (اللوح الأدنى) بالمقارنة مع مركزية الأرض (اللوح الأعلى).

مركزية الشمس (بالإنجليزية: Heliocentrism أو heliocentricism)‏  النموذج الفلكي الذي تدور فيه الكواكب حول شمس ثابتة في مركز الكون. تاريخياً، يُعارض القول بمركزية الشمس مفهوم مركزية الأرض الذي يضع الأرض في مركز الكون. كان أول ظهور لفكرة دوران الأرض حول الشمس في القرن الثالث قبل الميلاد عن طريق أرسطرخس الساموسي، وعلى الرغم من ذلك، فإنه لم يُقدم أي نموذج رياضي صالح لنظام مركزي الشمس حتى القرن السادس عشر الميلادي، حين قدم فلكي عصر النهضة نيكولاس كوبرنيكوس نموذجه للنظام الشمسي. في القرن التالي، شرح يوهانس كبلر النظام الشمسي وتوسع في ذلك، كما دعمه غاليلو غاليلي بمشاهداته الفلكية عن طريق التلسكوب.

## التطورات المبكرة
يظهر جلياً لأي متطلعٍ إلى السماء أن الأرض تبقى في مكان واحد بينما يبزغ كل شيء في السماء ويغرب مرة في اليوم. وبالمراقبة الدقيقة، يُمكن للرائي أن يرصد حركاتٍ أكثر تعقيداً، فالشمس تتحرك في دائرة ببطء خلال السنة، وتتحرك الكواكب بشكل مشابه، لكنها تتحرك أحياناً تتحرك قليلاً في اتجاهٍ معاكس (الحركة الراجعة).
عندما تُفهَم هذه الحركات بشكلٍ أفضل، فإن شروحاتٍ أكثر تصير مطلوبة، وأشهرها النظام البطلمي مركزي الأرض الذي قُدم في القرن الميلادي الثاني. ورغم عدم صحته، فإن النظام البطلمي يقيس مواقع الكواكب بشكلٍ صحيح ودرجة معقولة من الدقة، ورغم ما يسببه نظام بطليموس من مشاكل بسبب المدارات الفلكية لكوكبي المريخ وعطارد، فإن بطليموس يرى في كتابه المجسطي أن أي نموذج لوصف حركة الكواكب مجرد وسيلة رياضية لا يُمكن التحقق فعلاً من مدى صحتها، وعليه فإن أبسط نظامٍ تكون فيه الأرقام صحيحة يجب أن يُستخدم.[بحاجة لمصدر] وعلى أي حالٍ، فإنه يختار مداراتٍ مركزية الأرض، وفي عمله الرئيسي فرضية الكواكب، فإنه يتعامل مع نموذجه على أنه حقيقي بما فيه الكفاية، وأن المسافات بين القمر والشمس والكواكب يُمكن أن تُحدد بواسطة مدارات الأجرام السموية بوصفها حقائق واقعة، مما يجعل مسافات النجوم أقل من عشرين وحدة فلكية. وهذا تراجع واضح عن نموذج أرسطرخس مركزي الشمس في القرون السابقة الذي رتب النجوم في نظامين أكبر وأبعد.

### النقاشات الفلسفية
تتضمن الحجج الفلسفية لمصلحة مركزية الشمس عبارات عامة عن كون الشمس مركز الكون، أو أن كل الكواكب أو بعضها يدور حول الشمس، وما يدعم هذه العبارات من قرائن. يُمكن أن توجد هذه الحجج في كثيرٍ من النصوص الإغريقية، العربية، واللاتينية. رغم ذلك، فإن هذه المصادر الفلسفية لا توفر أي تقنيات لحساب أي تتابع من الملاحظات المتعلقة بهذه الأفكار حول مركزية الشمس.

#### العالم الإغريقي والهليني
قدم الفيلسوف الفيثاغوري فيلولاوس أول تصورٍ غير مركزي الأرض للكون في 390 ق.م. وفقاً لفيلولاوس، فإن مركز الكون «نار مركزية» تدور حولها الأرض والشمس والقمر والكواكب بحركة موحدة. يفترض هذا النظام وجود كيان نظير للأرض مع الأرض والنار المركزية، وله نفس فترة الدوران حول النار المركزية التي للأرض. تدور الشمس حول النار المركزية مرة في العام، بينما النجوم ثابتة. تُبقي الأرض على نفس الوجه الخفي باتجاه النار المركزية، مما يجعلها و«نظير الأرض» غير ظاهرتين من الأرض. بقي النظام الفيثاغورسي للحركة الدائرية الموحدة من دون أن يناقشه أحد لألفي عامٍ تالية، وأشار إليه كوبرنيكوس عندما أراد أن يبين أن فكرة الأرض المتحركة لم تكن جديدة أو ثورية.